# Рушелли, Джироламо
Джирола́мо Руше́лли (итал. Girolamo Ruscelli; 1520—1566) — итальянский учёный-самоучка, физик, алхимик и картограф.

## Биография
Джироламо Рушелли родился и вырос в бедной семье. Будучи самоучкой, он выучил разные языки, как современные ему, так и древние.
В Венеции Ж. Рушелли работал корректором в типографии Вальгризи.
Рушелли основал в Риме Академию Негодования (итал. L'Accademia dello Sdegno). Поощрял первые литературные опыты Тассо.
С 1548 года жил в Венеции.
Известен под псевдонимом Алексио из Пьемонта (итал. Alessio Piemontese) (лат. Alexius Pedemontanus), под которым написал книгу «De' secreti del reuerendo donno Alessio Piemontese» ([итал.] — Venice, 1555).
Рушелли прослыл странным и эклектическим эрудитом, написал множество трудов и переводов, в том числе выпустил в 1553 году «Словарь рифм» (итал. Rimario).

## Библиография

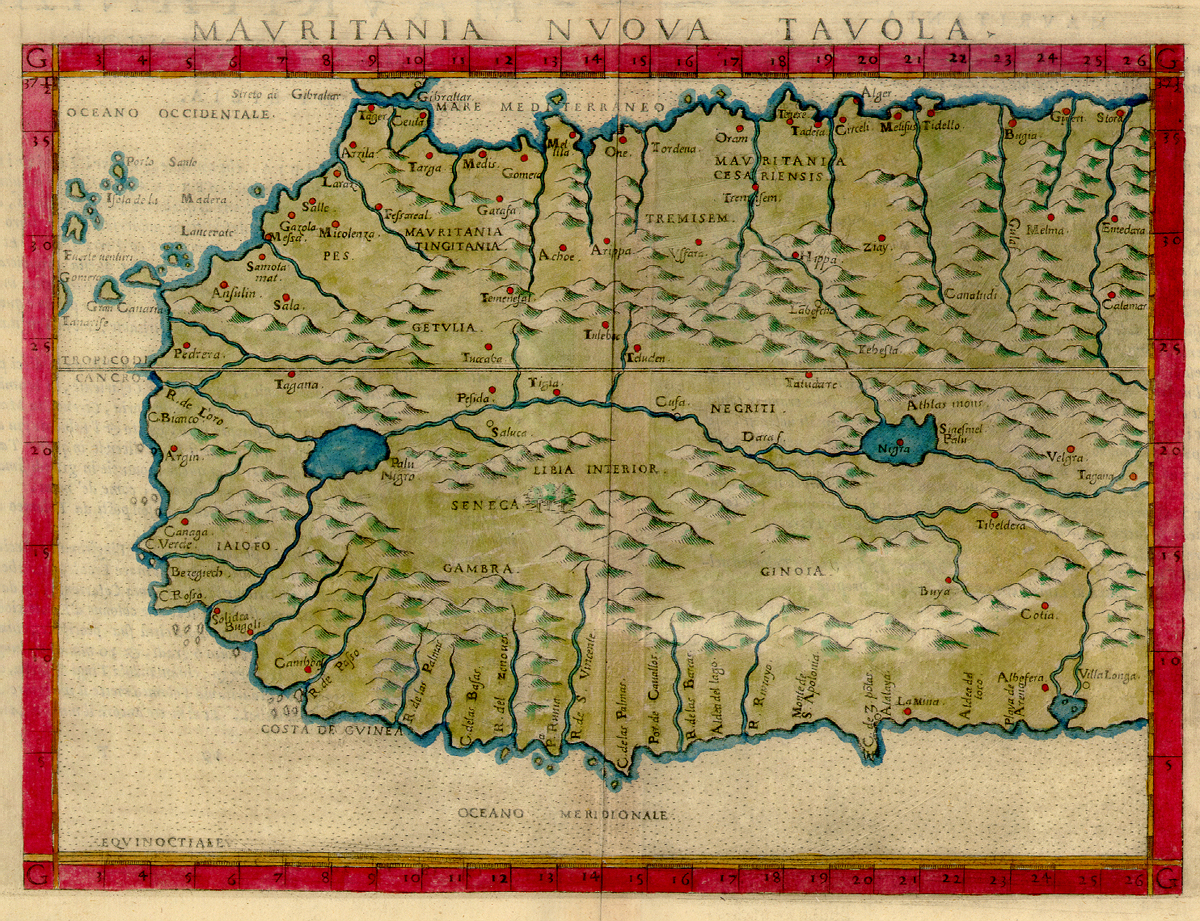
Карта Африки, составленная Рушелли